# Бурея (река)
Бурея́, также Буре́я — река на Дальнем Востоке России, левый приток Амура. Протекает по территории Хабаровского края и Амурской области через несколько параллельно идущих с севера к югу хребтов Турана в общем направлении с СВ на ЮЗ. Средний расход воды — 890 м³/с.

## География
Образуется слиянием рек Правая Бурея и Левая Бурея. Исток Правой Буреи на южных склонах хребта Эзоп, Левой — на западных склонах хребта Дуссе-Алинь. Длина реки — 623 км (от истоков Правой Буреи — 739 км), площадь водосборного бассейна — 70 700 км².
В бассейне реки около 1,5 тыс. озёр общей площадью свыше 51 км².
В верхнем течении Бурея — горная река, её среднее и нижнее течение приходится на Зейско-Буреинскую равнину. Во время паводков расход воды достигал 18 100 м³/с.
В бассейне Буреи имеются месторождения угля, железной руды.
На реке возведены Бурейская (Бурейское водохранилище) и Нижне-Бурейская ГЭС (Нижнебурейское водохранилище), образующие Бурейский каскад ГЭС.
На Бурее находится ранненеолитическая стоянка громатухинской культуры Малые Куруктачи-1, датируемая возрастом 14200—11730 л. н. — ранним дриасом — переходом к аллерёду.

### Основные притоки
(расстояние от устья)
- 268 км — река Тырма (лв)
- 366 км — река Туюн (пр)
- 409 км — река Ургал (лв)
- 458 км — река Ниман (пр)

### Населённые пункты в долине Буреи
От истока к устью (выделены крупные населённые пункты):
Хабаровский край
- Усть-Умальта (п. б.)
- Шахтинский (п. б.)
- Усть-Ургал (л. б.)
- Адникан (л. б.)
- Чекунда (л. б.)

Амурская область
- Талакан (п. б.)
- Николаевка (п. б.)
- Каменка (л. б.)
- Новобурейский (п. б.)
- Левый Берег (л. б.)
- Малиновка (п. б.)
- Кулустай (л. б.)
- Гуликовка (л. б.)
- Домикан (л. б.)
- Новоспасск (л. б.)
- Гомелевка (п. б.)
- Усть-Кивда (п. б.)
- Казановка (л. б.)
- Свободное (л. б.)
- Асташиха (п. б.)
- Украинка (л. б.)
- Северное (л. б.)
- Скобельцыно (л. б.)

## Гидрология
| Средний расход воды (м³/с) реки Буреи по месяцам и за год с 1936 по 1985 гг. (замеры производились на гидрологическом посту в районе с. Каменка) |

## История
Название «Бурея» происходит от эвенкийского бирая, что в переводе означает «большая река». Во время казачьих походов на Амур в XVII веке, была известна под названием реки Быстрой.
В декабре 2018 года в 73 километрах от посёлка Чекунда часть сопки обрушилась в русло реки, из-за чего снизился приток воды в водохранилище Бурейской ГЭС и возникла опасность подтопления окружающих территорий. Местные жители утверждали, что обрушение вызвано падением крупного метеорита, но специалисты считают причиной оползень. Вызванное оползнем речное цунами поднялось по долине притока Буреи реки Средний Сандар на 4 км вверх по течению.
1 февраля 2019 года посредством серии мощных взрывов в слое скальных пород на месте оползня было сформировано русло первой протоки, в образовавшуюся протоку пошла вода. Но поскольку объём движения воды по нему не соответствует естественному, работы по обустройству второй протоки будут продолжены. Второй этап планируются закончить к 18 февраля 2019 года.

## Данные водного реестра
По данным государственного водного реестра России и геоинформационной системы водохозяйственного районирования территории РФ, подготовленной Федеральным агентством водных ресурсов:
- Бассейновый округ — Амурский
- Речной бассейн — Амур
- Речной подбассейн — Бурея
- Водохозяйственный участок — Бурея от истока до Бурейского гидроузла